# Louisiadenfluiter
De Louisiadenfluiter (Pachycephala collaris) is een zangvogel uit de familie Pachycephalidae (dikkoppen en fluiters).

## Verspreiding en leefgebied
Deze soort is endemisch in de Louisiaden, een eilandengroep ten zuidoosten van Nieuw-Guinea. Er zijn twee ondersoorten:
- P. c. collaris: de Louisiaden behalve Rossel.
- P. c. rosseliana: Rossel.

## Status
De Louisiadenfluiter komt niet als aparte soort voor op de lijst van het IUCN, maar is daar een ondersoort van de gouden fluiter (P. pectoralis collaris).